# جبرييل فران
جبرييل فِرّان (بالفرنسية: Gabriel Ferrand)‏ Gabriel Ferrand (1280 - 1354 هـ / 1864 - 1935 م) هو مستشرق فرنسي.
تخصص في مدغشقر وتعلم لغة أهلها، وكان له اهتمام بالملاحة العربية في المحيط الهندي. من آثاره: بالفرنسية « دراسات عن المخطوطات العربية المالجاشية » و« المسلمون في مدغسكر » كما عمل على طبع « مروج الذهب » للمسعودي، و« رحلة ابن بطوطة ».

## روابط خارجية
- جبرييل فران على موقع ويكي مصدر بالفرنسي